# Parosphromenus harveyi
Parosphromenus harveyi je sladkovodní paprskoploutvá ryba z čeledi guramovití (Osphromenidae) popsaná roku 1987. Pochází z černých vod východního pobřeží západní Malajsie, ve státě Selangor. Dosahuje délky 30 až 35 mm. Mezinárodní svaz ochrany přírody ji řadí mezi ohrožené druhy, nebezpečí představuje především ničení přirozeného prostředí.